# Омнібусний випуск

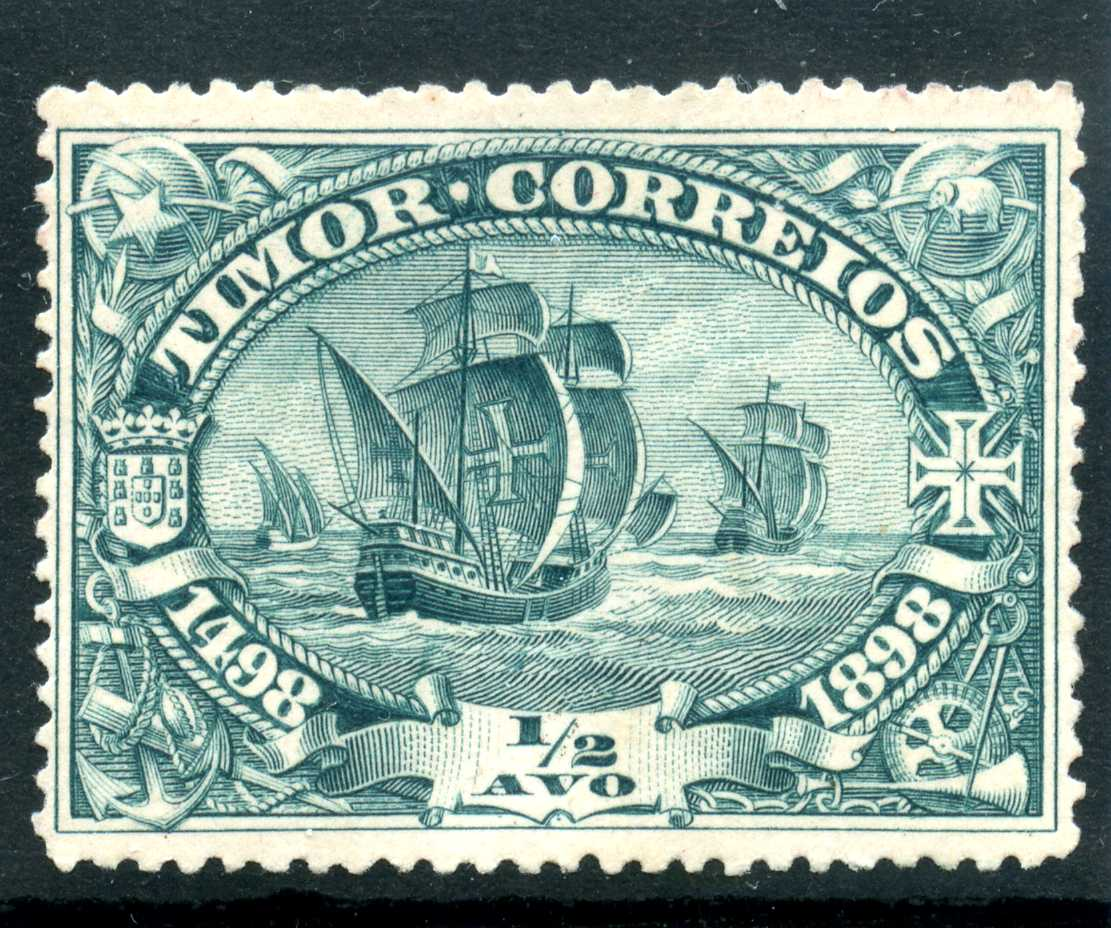
Марка Тимору з першого омнібусного випуску 1898 року на честь 400-річчя відкриття португальцем Васко да Гамою морського шляху до Індії

Омнібусний випуск, також ідентичний випуск, ідентична, або омнібусна, серія (англ. omnibus issue; від лат. mnibus — «для всіх»), — в філателії випуск поштових марок, вироблений низкою країн/територій на загальну тему і, можливо, з єдиним спільним малюнком.

## Опис
Омнібусні випуски часто емітували країни, що перебувають під загальним політичним контролем, або групи колоній, завдяки наявності тісного співробітництва, яке необхідне для організації та провадження такої емісії.
Омнібусні випуски слід відрізняти від спільних випусків, які зазвичай набагато менші за обсягом. Р. Міллер відносить до омнібусних спільні або колоніальні випуски п'яти і більше поштових адміністрацій на загальну тему.

## Перший омнібусний випуск
Першим омнібусним випуском вважається емісія 1898 року Португалії і її колоній в ознаменування 400-річчя відкриття португальським мореплавцем Васко да Гамою морського шляху в Індію.

## Випуски Британської Співдружності
Особливо часто омнібусні випуски асоціюються з поштовими марками колишньої Британської імперії, нині Британської Співдружності, завдяки великому числу країн і територій, які беруть участь в таких випусках територій. Спочатку малюнки марок були ідентичними для всіх колоній, відрізнялися тільки номінали, колір марок і назви колоній. Проте з часом в рамках одного випуску стали використовувати більш широкий діапазон малюнків. Першим випуском був «Срібний ювілейний випуск» 1935 року в честь 25-річчя правління Георга V. За ним пішли багато інших, зазвичай з приводу подій, пов'язаних з британською королівською сім'єю:
- Коронації Георга VI — в 1937 році,
- Срібного весілля Георга VI і Єлизавети — в 1948 році тощо, а також на такі теми, як «Свобода від голоду» та «Чемпіонат світу з футболу 1966 року» (1966 Football World Cup).

Зовсім не обов'язково всі колонії беруть участь у кожному випуску, незважаючи на те, що доходи від реалізації марок є цінним джерелом доходу багатьох невеликих колоній (країн), у яких мало є інших способів поповнення бюджету.

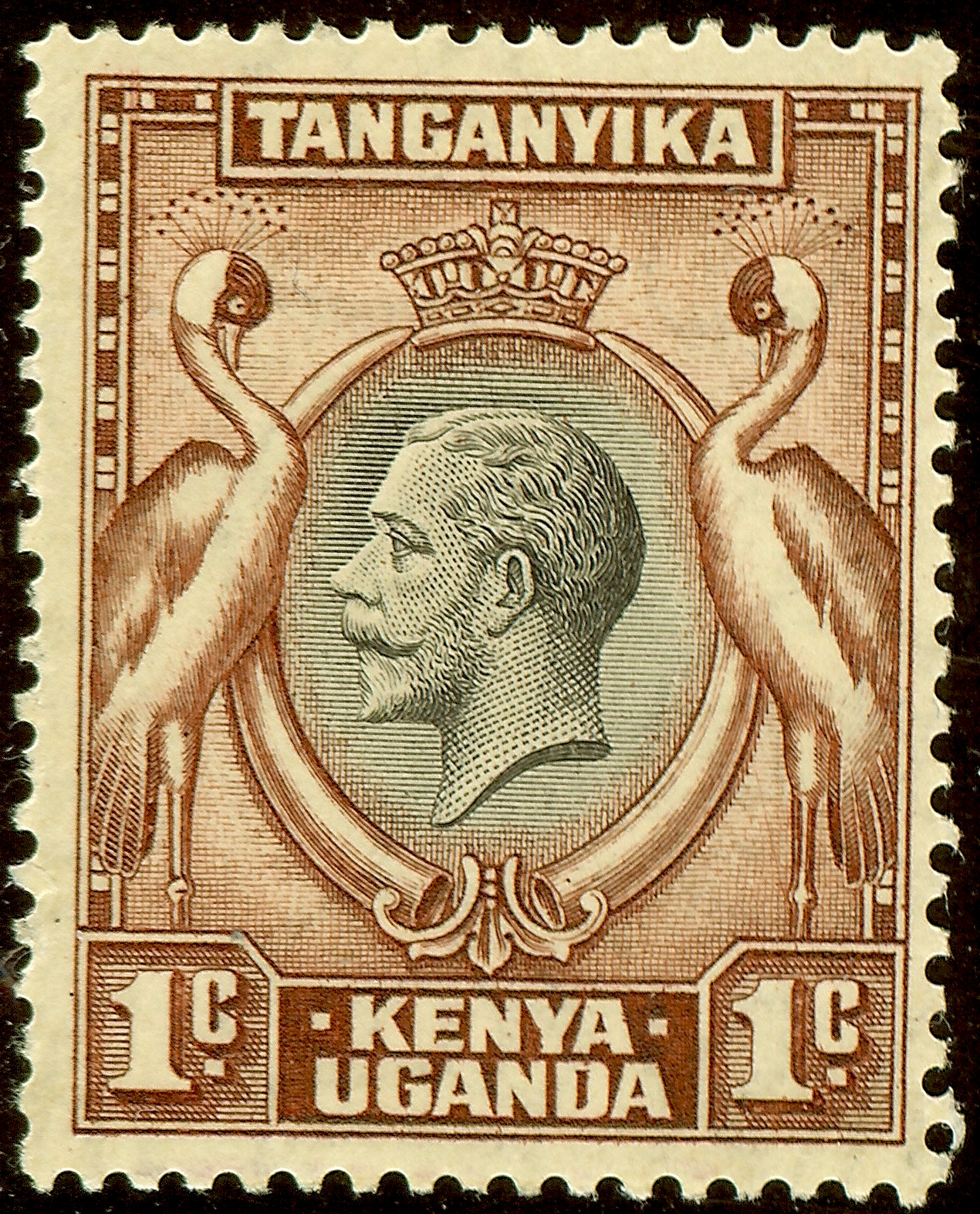
1935: «Срібний ювілейний випуск». Марка Кенії, Уганди та Танганьїки
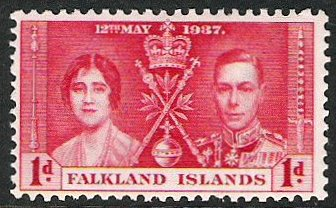
1937: коронація Георга VI. Марка Фолклендських островів, 1 пенні
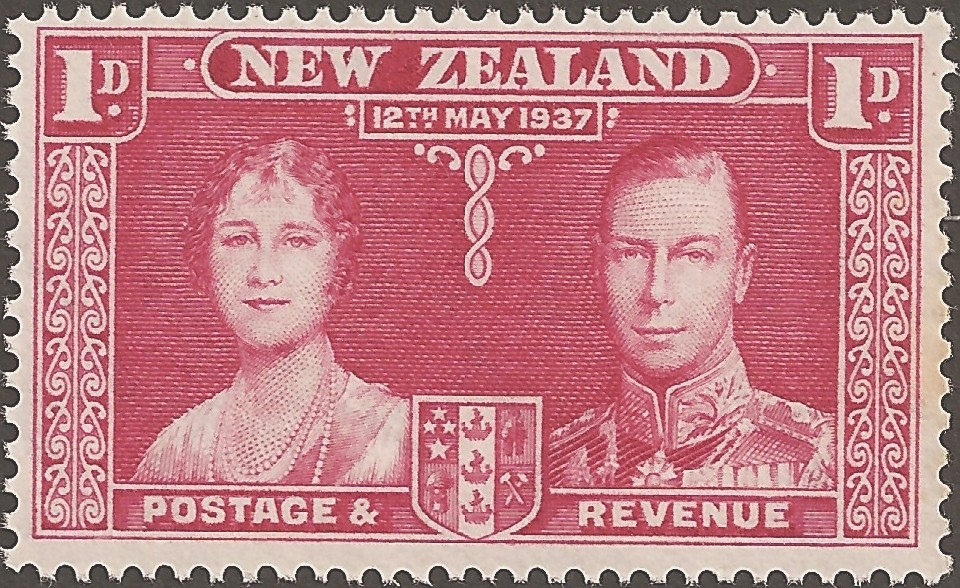
Те ж, марка Нової Зеландії, 1 пенні
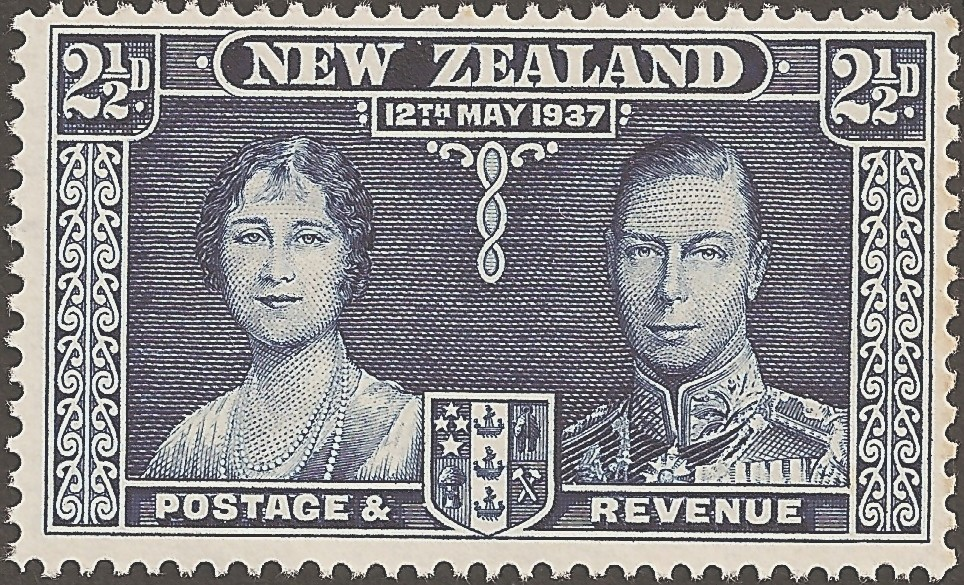
Ті ж, 2½ пенси

## Інші емітенти омнібусів
Омнібусні випуски зберігають популярність у країн, філателістичні ринки яких передані у відання «Міждержавної філателістичної корпорації» (Inter-Governmental Philatelic Corporation), оскільки це дає цим країнам можливість збувати свої поштові марки на багатому тематичному філателістичної ринку США і Європи шляхом зображення на марках сюжетів, що користуються попитом в західних країнах. Однак такі випуски піддаються критиці за те, що їх тематика не відповідає культурі країн — емітентів, наприклад, коли марки із зображенням персонажів Уолта Діснея випускаються найбіднішими африканськими державами .

## Колекціонування
Колекціонування омнібусні випусків Британської співдружності й інших країн є популярним напрямком в філателії. Така популярність знайшла відображення в каталогах. Приміром, у вступному розділі кожного тому каталогу «Скотт» є спеціальний підрозділ «Common Design Types» («Типи марок із загальним малюнком»).